# تيم غرين
تيم غرين (بالإنجليزية: Tim Green)‏ هو لاعب كرة قدم أمريكية أمريكي، ولد في 16 ديسمبر 1963 في ليفربول في الولايات المتحدة.

## وصلات خارجية
- تيم غرين على موقع مرجع كرة القدم المحترفة.كوم (الإنجليزية)
- تيم غرين على موقع كلية كرة القدم في سبورتس رفرنس.كوم (الإنجليزية)
- تيم غرين على موقع ميوزك برينز (الإنجليزية)